# Balkun (Čiovo)
Balkun je otočić jugozapadno od zapadnog dijela Čiova, od kojeg je udaljena oko 2 km. Najbliži otoci su Pijavica (310 m sjeverozapadno) i hrid Hrid (200 m istočno).
Površina otoka je 1.917 m2, a visina 10 metara.